# السودة (الطائف)
السودة هي قرية تقعُ بِمحافظة الطائف، في منطقة مكة المكرمة غرب المملكة العربية السعودية.

## المُناخ
مُناخ السُّودة لا يختلفُ عن مُناخ الطَّائف وهو يَمتَازُ باعتدال الحرارة في الصيف، والبرودة في الشتاء، باستثناء أطرافه الجنوبية التي قد تصل فيها درجة الحرارة إلى درجة التجمد، وأما صحاريه الشمالية والشرقية تزيد فيها درجة الحرارة صيفاً، والأمطار موسمية تكثر في فصل الربيع، والهواء يميل إلى الجفاف، وترتفع نسبة الرياح العاصفة، وتقل في المناطق الجبلية عنه في المناطق الصحراوية.
| البيانات المناخية لـمدينة الطائف  | البيانات المناخية لـمدينة الطائف | البيانات المناخية لـمدينة الطائف | البيانات المناخية لـمدينة الطائف | البيانات المناخية لـمدينة الطائف | البيانات المناخية لـمدينة الطائف | البيانات المناخية لـمدينة الطائف | البيانات المناخية لـمدينة الطائف | البيانات المناخية لـمدينة الطائف | البيانات المناخية لـمدينة الطائف | البيانات المناخية لـمدينة الطائف | البيانات المناخية لـمدينة الطائف | البيانات المناخية لـمدينة الطائف | البيانات المناخية لـمدينة الطائف |
| الشهر                             | يناير                            | فبراير                           | مارس                             | أبريل                            | مايو                             | يونيو                            | يوليو                            | أغسطس                            | سبتمبر                           | أكتوبر                           | نوفمبر                           | ديسمبر                           | المعدل السنوي                    |
| --------------------------------- | -------------------------------- | -------------------------------- | -------------------------------- | -------------------------------- | -------------------------------- | -------------------------------- | -------------------------------- | -------------------------------- | -------------------------------- | -------------------------------- | -------------------------------- | -------------------------------- | -------------------------------- |
| الدرجة القصوى °م (°ف)             | 29.4 (84.9)                      | 32.6 (90.7)                      | 34.0 (93.2)                      | 35.0 (95.0)                      | 38.2 (100.8)                     | 39.0 (102.2)                     | 40.0 (104.0)                     | 39.0 (102.2)                     | 38.0 (100.4)                     | 34.6 (94.3)                      | 30.2 (86.4)                      | 29.2 (84.6)                      | 40.0 (104.0)                     |
| متوسط درجة الحرارة الكبرى °م (°ف) | 21.9 (71.4)                      | 23.7 (74.7)                      | 26.7 (80.1)                      | 28.7 (83.7)                      | 32.3 (90.1)                      | 35.1 (95.2)                      | 34.4 (93.9)                      | 34.3 (93.7)                      | 33.9 (93.0)                      | 29.6 (85.3)                      | 25.4 (77.7)                      | 22.7 (72.9)                      | 29.1 (84.3)                      |
| المتوسط اليومي °م (°ف)            | 15.3 (59.5)                      | 16.6 (61.9)                      | 19.7 (67.5)                      | 21.8 (71.2)                      | 25.5 (77.9)                      | 28.4 (83.1)                      | 28.5 (83.3)                      | 28.2 (82.8)                      | 27.3 (81.1)                      | 22.7 (72.9)                      | 18.6 (65.5)                      | 15.9 (60.6)                      | 22.4 (72.3)                      |
| متوسط درجة الحرارة الصغرى °م (°ف) | 8.4 (47.1)                       | 9.5 (49.1)                       | 12.7 (54.9)                      | 15.1 (59.2)                      | 18.6 (65.5)                      | 21.7 (71.1)                      | 22.9 (73.2)                      | 22.9 (73.2)                      | 20.5 (68.9)                      | 15.5 (59.9)                      | 11.9 (53.4)                      | 9.1 (48.4)                       | 15.7 (60.3)                      |
| أدنى درجة حرارة °م (°ف)           | −1.0 (30.2)                      | 1.0 (33.8)                       | 2.2 (36.0)                       | 4.0 (39.2)                       | 5.6 (42.1)                       | 13.9 (57.0)                      | 13.3 (55.9)                      | 13.3 (55.9)                      | 13.8 (56.8)                      | 8.0 (46.4)                       | 5.0 (41.0)                       | −1.0 (30.2)                      | −1.0 (30.2)                      |
| الهطول مم (إنش)                   | 7.6 (0.30)                       | 4.1 (0.16)                       | 14.8 (0.58)                      | 0.4 (0.02)                       | 30.6 (1.20)                      | 5.3 (0.21)                       | 3.9 (0.15)                       | 5.8 (0.23)                       | 6.8 (0.27)                       | 10.9 (0.43)                      | 21.5 (0.85)                      | 7.3 (0.29)                       | 119 (4.69)                       |
| متوسط الرطوبة النسبية (%)         | 60                               | 52                               | 45                               | 43                               | 36                               | 23                               | 26                               | 28                               | 28                               | 39                               | 55                               | 58                               | 41                               |
| المصدر: NOAA (1961-1990)          |                                  |                                  |                                  |                                  |                                  |                                  |                                  |                                  |                                  |                                  |                                  |                                  |                                  |

## المَرَاجِع
1. ↑  GeoNames (بالإنجليزية), 2005, QID:Q830106
2. ↑  الجمعية الجغرافية (1998). دليل المواقع الجغرافية بالمملكة العربية السعودية لمستخدمي النظام العالمي لتحديد المواقع GBS. العبيكان للنشر. ص. 137. ISBN:978-9960-05-827-6. مؤرشف من الأصل في 2020-01-10.
3. ↑  المحافظات والمراكز محافظة الطائف المراكز التابعة لمحافظة الطائف قرى الطائف بوابة إمارة منطقة مكة المكرمة نسخة محفوظة 04 مارس 2016 على موقع واي باك مشين.
4. ↑  النحل ونباتات العسل في المملكة العربية السعودية دراسة تحليلية، ناصر بن إبراهيم الغصن، 1421هـ، ص17.
5. ↑  "Climate Normals for Taif". الإدارة الوطنية للمحيطات والغلاف الجوي. مؤرشف من الأصل في 2020-03-13. اطلع عليه بتاريخ 2013-02-01.